# Seine-Aval
Pour les articles homonymes, voir Seine-Aval (homonymie).
 (Août 2020).

Périmètre de l'opération d'intérêt national Seine-Aval.

Seine Aval est le territoire d'une opération d'intérêt national depuis 2008, concernant la vallée de la Seine dans le nord des Yvelines en France.
Cette opération annoncée en mars 2006 par le comité interministériel d'aménagement et de compétitivité des territoires (CIACT) vise à permettre le développement économique et la rénovation urbaine du secteur compris entre Conflans-Sainte-Honorine et Bonnières-sur-Seine, incluant notamment les pôle urbains des Mureaux et de Mantes-la-Jolie. Elle concerne 51 communes, 390 000 habitants et 120 000 emplois.
Elle s'appuie sur les capacités techniques de l'Établissement public d'aménagement du Mantois Seine Aval (EPAMSA), dont les compétences ont été élargies en 2008 pour piloter l'Opération d'Intérêt National.

## Le territoire
Le territoire de Seine Aval, qui regroupe environ 390 000 habitants, s'étend le long de la vallée de la Seine entre le plateau du Vexin au nord et le plateau des Alluets au sud. Il est desservi par l'autoroute A13, prolongé vers La Défense par l'A14. Deux lignes ferroviaires venant de Paris-Saint-Lazare le desservent de part et d'autre de la Seine avant de se rejoindre à Mantes. Le territoire sera desservi en 2024 par le futur RER Eole. 
Il se caractérise par une urbanisation lâche, constituée essentiellement d'habitat individuel, en dehors des centres urbains marqués par la forte importance des logements sociaux (50 % de logements sociaux dans les pôles de Mantes et des Mureaux, et même 70 % à Chanteloup-les-Vignes). C'est un secteur à forte tradition industrielle (automobile, aérospatiale, filière mécatronique, éco-industries, production d’énergie, facture d’instruments de musique...), mais avec un rapport emplois/actifs de 0,64 inférieur à la moyenne départementale et surtout à la moyenne régionale (0,93).

## Les objectifs du projet
Porté par une Opération d'Intérêt National, les objectifs du territoire Seine Aval sont :
- le développement économique au profit de l'emploi,
- l'amélioration des conditions et du cadre de vie des habitants, avec un objectif de construction de 2 500 logements neufs par an,
- l'amélioration du réseau et de l'offre de transports,
- la préservation et la mise en valeur de l'environnement.

## Collectivités concernées par l'opération
Selon le rapport d'étape du 30 janvier 2006, le périmètre initial de l'opération englobait les collectivités suivantes (soit 40 communes) :
- Communauté d'agglomération : Mantes-en-Yvelines (douze communes).
- Communautés de communes : Portes de l’Île-de-France (huit communes), Seine-Mauldre (cinq communes), Deux Rives de Seine (six communes).
- Communes isolées (neuf communes): Achères, Ecquevilly, Épône, Gargenville, Issou, Juziers, Limay, Mézières-sur-Seine, Les Mureaux.

En décembre 2007, il y a 51 communes au périmètre OIN :
- Achères,
- Andrésy,
- Aubergenville,
- Aulnay-sur-Mauldre,
- Bennecourt,
- Blaru,
- Bonnières-sur-Seine,
- Bouafle,
- Brueil-en-Vexin,
- Buchelay,
- Carrières-sous-Poissy,
- Chanteloup-les-Vignes,
- Chapet,
- Conflans-Sainte-Honorine,
- Drocourt,
- Ecquevilly,
- Epône,
- Flins-sur-Seine,
- Follainville-Dennemont,
- Freneuse,
- Gargenville,
- Gommecourt,
- Guerville,
- Hardricourt,
- Jambville,
- Jeufosse,
- Juziers,
- Les Mureaux,
- Limay,
- Limetz-Villez,
- Magnanville,
- Mantes-la-Jolie,
- Mantes-la-Ville,
- Méricourt,
- Meulan,
- Mezières-sur-Seine,
- Mézy-sur-Seine,
- Moisson,
- Mousseaux-sur-Seine,
- Nezel,
- Oinville-sur-Montcient,
- Orgeval,
- Poissy,
- Porcheville,
- Rolleboise,
- Rosny-sur-Seine,
- Tessancourt-sur-Aubette,
- Triel-sur-Seine,
- Vaux-sur-Seine,
- Verneuil-sur-Seine,
- Vernouillet.

et 7 intercommunalités depuis 2013 :
- Communauté d'agglomération de Mantes en Yvelines
- Communauté d'agglomération 2 Rives de Seine
- Communauté d’agglomération Seine et Vexin
- Communauté de communes des Portes de l'Île de France
- Communauté de communes Seine-Mauldre
- Communauté de communes des Coteaux du Vexin
- Communauté de communes Poissy-Achères-Conflans